# Liga Búlgara de Basquetebol de 2020-21
A Temporada da Liga Búlgara de Basquetebol de 2020-21, oficialmente Национална баскетболна лига por razões de patrocinadores foi a 80ª edição da competição de primeiro nível do basquetebol masculino na Bulgária. A equipe do Balkan Botevgrad defende seu título.

## Clubes participantes
| Clube              | Cidade       | Arena                   | Capacidade |
| ------------------ | ------------ | ----------------------- | ---------- |
| Academic Bultex 99 | Plovdiv      | Arena Sila              | 1 000      |
| Balkan Botevgrad   | Botevgrad    | Arena Botevgrad         | 4 500      |
| BC Beroe           | Stara Zagora | Municipal Hall          | 800        |
| Cherno Vara        | Varna        | Palácio de Esportes     | 5 000      |
| Levski Sofia       | Sófia        | Pavilhão da Universíada | 4 000      |
| Rilski Sportist    | Samokov      | Arena Samokov           | 3 000      |
| Spartak Pleven     | Pleven       | Pavilhão Balkanstroy    | 1 500      |
| Yambol             | Iambol       | Pavilhão Diana          | 3 000      |
| Chernomorets       | Burgas       | Pavilhão Boycho Branzov | 1 000      |

## Playoffs

#### Quartas de final
| Time 1           | Série | Time 2             | 1º Jogo  | 2º Jogo   | 3º Jogo |
| ---------------- | ----- | ------------------ | -------- | --------- | ------- |
| Rilski Sportist  | 2 - 0 | Spartak Pleven     | 100 - 71 | 109 - 67  | -       |
| Chernomorets     | 0 - 2 | Academic Bultex 99 | 77 - 95  | 77 - 91   | -       |
| Levski Sofia     | 2 - 0 | Yambol             | 92 - 62  | 102 - 101 | -       |
| Balkan Botevgrad | 2 - 1 | BC Beroe           | 94 - 58  | 85 - 86   | 82 - 67 |

#### Semifinal
| Time 1          | Série | Time 2             | 1º Jogo | 2º Jogo  | 3º Jogo  | 4º Jogo   | 5º Jogo |
| --------------- | ----- | ------------------ | ------- | -------- | -------- | --------- | ------- |
| Rilski Sportist | 3 - 0 | Academic Bultex 99 | 89 - 84 | 105 - 86 | 66 - 58  | -         | -       |
| Levski Sofia    | 3 - 1 | Balkan Botevgrad   | 80 - 70 | 84 - 53  | 81 - 100 | 103 - 101 | -       |

#### Final
| Time 1          | Série | Time 2       | 1º Jogo | 2º Jogo | 3º Jogo | 4º Jogo | 5º Jogo | 6º Jogo | 7º Jogo |
| --------------- | ----- | ------------ | ------- | ------- | ------- | ------- | ------- | ------- | ------- |
| Rilski Sportist | 1 - 4 | Levski Sofia | 85 - 89 | 79 - 87 | 94 - 89 | 84 - 90 | 69 - 84 |         |         |

### Premiação
| NBL de 2020-21          |
| ----------------------- |
| Levski Sofia 16º Título |

## Clubes alemães em competições europeias
| Clube              | Competição        | Resultado                                                       |
| ------------------ | ----------------- | --------------------------------------------------------------- |
| Balkan Botevgrad   | Liga dos Campeões | Eliminado na 1ª Ronda de classificação por Tsmoki-Minsk (73-65) |
| Balkan Botevgrad   | Copa Europeia     | Quartas de finais - Eliminado por Parma (62-84)                 |
| Rilski Sportist    | Copa Europeia     | Oitavas de finais - Eliminado por Parma (61-90)                 |
| Academic Bultex 99 | Copa Balcânica    | Finalista vencido por Hapoel Holon (91 - 75)                    |
| BC Beroe           | Copa Balcânica    | Quarto colocado vencido por Hapoel Gilboa Galil (84 - 67)       |